# Acronicta smithii
Acronicta smithii är en fjärilsart som beskrevs av Butler 1893. Acronicta smithii ingår i släktet Acronicta och familjen nattflyn. Inga underarter finns listade i Catalogue of Life.